# Andrej Lipanov
Andrei Lipanov (Russisch: Андрей Липанов) (Leningrad, 12 april 1976) is een Russische kunstrijder op de schaats.
Lipanov werd geboren in Sint-Petersburg en schaatst vanaf zijn jeugd. In 1982 wint hij bij internationale toernooien in Rusland en Korea de bronzen medaille. In 1984 wint hij in Rusland de juniorentitel tijdens de Winterspelen. Met zijn schaatspartner en echtgenote Suzana Lipanova wordt hij viermaal Russisch Kampioen paarrijden. Solo werd hij in 1992 vierde tijdens de Europese Kampioenschappen.
Sinds 1996 is Lipanov professioneel kunstschaatser die optreedt in ijsshows over de gehele wereld. In Nederland en Vlaanderen werd hij bij het grote publiek bekend doordat hij de partner was van Kelly Pfaff tijdens de televisieserie "Dancing on Ice" die in 2006 werd uitgezonden. Pfaff en Lipanov behaalden de derde plaats.